# Lijst van voetbalinterlands Italië - Zwitserland
Deze lijst van voetbalinterlands is een overzicht van alle officiële voetbalwedstrijden tussen de nationale teams van Italië en Zwitserland. De buurlanden speelden tot op heden 62 keer tegen elkaar. De eerste ontmoeting, een vriendschappelijke wedstrijd, werd gespeeld in Milaan op 7 mei 1911. De laatste confrontatie, een achtste finale van het Europees kampioenschap voetbal 2024, vond plaats in Berlijn (Duitsland) op 29 juni 2024 

## Wedstrijden
| №  | Plaats            | Datum            | Competitie           | Wedstrijd            | Uitslag |
| -- | ----------------- | ---------------- | -------------------- | -------------------- | ------- |
| 1  | Milaan            | 7 mei 1911       | Vriendschappelijk    | Italië – Zwitserland | 2 – 2   |
| 2  | La Chaux-de-Fonds | 21 mei 1911      | Vriendschappelijk    | Zwitserland – Italië | 3 – 0   |
| 3  | Genua             | 5 april 1914     | Vriendschappelijk    | Italië – Zwitserland | 1 – 1   |
| 4  | Bern              | 17 mei 1914      | Vriendschappelijk    | Zwitserland – Italië | 0 – 1   |
| 5  | Turijn            | 31 januari 1915  | Vriendschappelijk    | Italië – Zwitserland | 3 – 1   |
| 6  | Bern              | 28 maart 1920    | Vriendschappelijk    | Zwitserland – Italië | 3 – 0   |
| 7  | Milaan            | 6 maart 1921     | Vriendschappelijk    | Italië – Zwitserland | 2 – 1   |
| 8  | Genève            | 6 november 1921  | Vriendschappelijk    | Zwitserland – Italië | 1 – 1   |
| 9  | Bologna           | 3 december 1922  | Vriendschappelijk    | Italië – Zwitserland | 2 – 2   |
| 10 | Parijs            | 2 juni 1924      | OS 1924              | Italië – Zwitserland | 1 – 2   |
| 11 | Zürich            | 18 april 1926    | Vriendschappelijk    | Zwitserland – Italië | 1 – 1   |
| 12 | Milaan            | 9 mei 1926       | Vriendschappelijk    | Italië – Zwitserland | 3 – 2   |
| 13 | Genève            | 30 januari 1927  | Vriendschappelijk    | Zwitserland – Italië | 1 – 5   |
| 14 | Genua             | 1 januari 1928   | Vriendschappelijk    | Italië – Zwitserland | 3 – 2   |
| 15 | Zürich            | 14 oktober 1928  | Vriendschappelijk    | Zwitserland – Italië | 2 – 3   |
| 16 | Rome              | 9 februari 1930  | Vriendschappelijk    | Italië – Zwitserland | 4 – 2   |
| 17 | Bern              | 29 maart 1931    | Vriendschappelijk    | Zwitserland – Italië | 1 – 1   |
| 18 | Napels            | 14 februari 1932 | Vriendschappelijk    | Italië – Zwitserland | 3 – 0   |
| 19 | Genève            | 2 april 1933     | Vriendschappelijk    | Zwitserland – Italië | 0 – 3   |
| 20 | Florence          | 3 december 1933  | Vriendschappelijk    | Italië – Zwitserland | 5 – 2   |
| 21 | Zürich            | 5 april 1936     | Vriendschappelijk    | Zwitserland – Italië | 1 – 2   |
| 22 | Milaan            | 25 oktober 1936  | Vriendschappelijk    | Italië – Zwitserland | 4 – 2   |
| 23 | Genève            | 31 oktober 1937  | Vriendschappelijk    | Zwitserland – Italië | 2 – 2   |
| 24 | Bologna           | 20 november 1938 | Vriendschappelijk    | Italië – Zwitserland | 2 – 0   |
| 25 | Zürich            | 12 november 1939 | Vriendschappelijk    | Zwitserland – Italië | 3 – 1   |
| 26 | Turijn            | 3 maart 1940     | Vriendschappelijk    | Italië – Zwitserland | 1 – 1   |
| 27 | Zürich            | 11 november 1945 | Vriendschappelijk    | Zwitserland – Italië | 4 – 4   |
| 28 | Florence          | 27 april 1947    | Vriendschappelijk    | Italië – Zwitserland | 5 – 2   |
| 29 | Lugano            | 25 november 1951 | Vriendschappelijk    | Zwitserland – Italië | 1 – 1   |
| 30 | Palermo           | 28 december 1952 | Vriendschappelijk    | Italië – Zwitserland | 2 – 0   |
| 31 | Lausanne          | 17 juni 1954     | WK 1954              | Zwitserland – Italië | 2 – 1   |
| 32 | Bazel             | 23 juni 1954     | WK 1954              | Zwitserland – Italië | 4 – 1   |
| 33 | Bern              | 11 november 1956 | Vriendschappelijk    | Zwitserland – Italië | 1 – 1   |
| 34 | Napels            | 6 januari 1960   | Vriendschappelijk    | Italië – Zwitserland | 3 – 0   |
| 35 | Santiago          | 7 juni 1962      | WK 1962              | Italië – Zwitserland | 3 – 0   |
| 36 | Lausanne          | 10 mei 1964      | Vriendschappelijk    | Zwitserland – Italië | 1 – 3   |
| 37 | Bern              | 18 november 1967 | EK 1968 kwalificatie | Zwitserland – Italië | 2 – 2   |
| 38 | Cagliari          | 23 december 1967 | EK 1968 kwalificatie | Italië – Zwitserland | 4 – 0   |
| 39 | Bern              | 17 oktober 1970  | Vriendschappelijk    | Zwitserland – Italië | 1 – 1   |
| 40 | Bern              | 21 oktober 1972  | WK 1974 kwalificatie | Zwitserland – Italië | 0 – 0   |
| 41 | Rome              | 20 oktober 1973  | WK 1974 kwalificatie | Italië – Zwitserland | 2 – 0   |
| 42 | Udine             | 17 november 1979 | Vriendschappelijk    | Italië – Zwitserland | 2 – 0   |
| 43 | Genève            | 28 mei 1982      | Vriendschappelijk    | Zwitserland – Italië | 1 – 1   |
| 44 | Rome              | 27 oktober 1982  | Vriendschappelijk    | Italië – Zwitserland | 0 – 1   |
| 45 | Lausanne          | 3 november 1984  | Vriendschappelijk    | Zwitserland – Italië | 1 – 1   |
| 46 | Milaan            | 15 november 1986 | EK 1988 kwalificatie | Italië – Zwitserland | 3 – 2   |
| 47 | Bern              | 17 oktober 1987  | EK 1988 kwalificatie | Zwitserland – Italië | 0 – 0   |
| 48 | Bazel             | 31 maart 1990    | Vriendschappelijk    | Zwitserland – Italië | 0 – 1   |
| 49 | Cagliari          | 14 oktober 1992  | WK 1994 kwalificatie | Italië – Zwitserland | 2 – 2   |
| 50 | Bern              | 1 mei 1993       | WK 1994 kwalificatie | Zwitserland – Italië | 1 – 0   |
| 51 | Rome              | 3 juni 1994      | Vriendschappelijk    | Italië – Zwitserland | 1 – 0   |
| 52 | Lausanne          | 19 juni 1995     | Vriendschappelijk    | Zwitserland – Italië | 0 – 1   |
| 53 | Udine             | 10 oktober 1998  | EK 2000 kwalificatie | Italië – Zwitserland | 2 – 0   |
| 54 | Lausanne          | 9 juni 1999      | EK 2000 kwalificatie | Zwitserland – Italië | 0 – 0   |
| 55 | Lancy             | 30 april 2003    | Vriendschappelijk    | Zwitserland – Italië | 1 – 2   |
| 56 | Lancy             | 31 mei 2006      | Vriendschappelijk    | Zwitserland – Italië | 1 – 1   |
| 57 | Bazel             | 12 augustus 2009 | Vriendschappelijk    | Zwitserland – Italië | 0 – 0   |
| 58 | Lancy             | 5 juni 2010      | Vriendschappelijk    | Zwitserland – Italië | 1 – 1   |
| 59 | Rome              | 16 juni 2021     | EK 2020              | Italië – Zwitserland | 3 – 0   |
| 60 | Bazel             | 5 september 2021 | WK 2022 kwalificatie | Zwitserland – Italië | 0 – 0   |
| 61 | Rome              | 12 november 2021 | WK 2022 kwalificatie | Italië − Zwitserland | 1 − 1   |
| 62 | Berlijn           | 29 juni 2024     | EK 2024              | Zwitserland – Italië | 2 − 0   |

## Samenvatting
| Competitie        | Totaal gespeeld | Winst Italië | Gelijk | Winst Zwitserland | Doelsaldo Italië – Zwitserland |
| ----------------- | --------------- | ------------ | ------ | ----------------- | ------------------------------ |
| WK-eindronde      | 3               | 1            | 0      | 2                 | 5 − 6                          |
| WK-kwalificatie   | 6               | 1            | 4      | 1                 | 5 − 4                          |
| EK-eindronde      | 2               | 1            | 0      | 1                 | 3 − 2                          |
| EK-kwalificatie   | 6               | 3            | 3      | 0                 | 11 − 4                         |
| Olympische Spelen | 1               | 0            | 0      | 1                 | 1 − 2                          |
| Vriendschappelijk | 44              | 23           | 17     | 4                 | 86 − 52                        |
| Totaal            | 62              | 29           | 24     | 9                 | 111 − 70                       |

## Details

### Zevende ontmoeting
| Vriendschappelijk (Milaan, Italië, 28 maart 1921): |       |                 |
| Italië                                             | 2 – 1 | Zwitserland     |
| Enrico Migliavacca 5' Luigi Cevenini 58'           | goals | 14' Ugo Fontana |

### Achtste ontmoeting
| Vriendschappelijk (Genève, Zwitserland, 6 november 1921): |       |                         |
| Zwitserland                                               | 1 – 1 | Italië                  |
| Robert Pache 56'                                          | goals | 10' Giovanni Moscardini |

### Negende ontmoeting
| Vriendschappelijk (Bologna, Italië, 3 december 1922):                                                                                  |       |                                      |
| Italië | 2 – 2 | Zwitserland                          |
| Luigi Cevenini 10' Luigi Cevenini 30'                                                                                                  | goals | 58' Robert Pache 85' Rudolf Ramseyer |
| - Debuut van Gastone Baldi en Alberto Pozzi (beiden Bologna FBC) voor Italië. - Debuut van Kaspar Waldis (FC Luzern) voor Zwitserland. |       |                                      |

### Tiende ontmoeting
| Olympische Spelen 1924 (Parijs, Frankrijk, 2 juni 1924): |                | |
| Italië | 1 – 2          | Zwitserland |
| Giuseppe Della Valle 52' | goals          | 46' Paolo Sturzenegger 60' Max Abegglen |
| Vittorio Pozzo | bondscoach(es) | Jimmy Hogan Teddy Duckworth Dori Kürschner |
| Giovanni De Prà Virginio Rosetta Umberto Caligaris Ottavio Barbieri Luigi Burlando Giuseppe Aliberti Leopoldo Conti Adolfo Baloncieri Giuseppe Della Valle Mario Magnozzi Virgilio Levratto | opstellingen   | Hans Pulver Adolphe Reymond Rudolf Ramseyer August Oberhauser Paul Schmiedlin Aaron Pollitz Karl Ehrenbolger Paolo Sturzenegger Max Abegglen Paul Fässler Walter Dietrich |

### Dertiende ontmoeting
| Vriendschappelijk (Genève, Zwitserland, 30 januari 1927): |       | |
| Zwitserland                                               | 1 – 5 | Italië                                                                                                  |
| Walter Weiler 37'                                         | goals | 16' Adolfo Baloncieri 18' Julio Libonatti 34' Adolfo Baloncieri 40' Gino Rossetti 65' Adolfo Baloncieri |

### Veertiende ontmoeting
| Vriendschappelijk (Genua, Italië, 1 januari 1928):         |       |                                   |
| Italië                                                     | 3 – 2 | Zwitserland                       |
| Julio Libonatti 10' Julio Libonatti 58' Mario Magnozzi 68' | goals | 38' Max Abegglen 60' Max Abegglen |

### Vijftiende ontmoeting
| Vriendschappelijk (Zürich, Zwitserland, 14 oktober 1928): |       |                                                           |
| Zwitserland                                               | 3 – 2 | Italië                                                    |
| Max Abegglen 2' Rene Grimm 85'                            | goals | 17' Gino Rossetti 30' Gino Rossetti 80' Adolfo Baloncieri |

### 31ste ontmoeting
| WK 1954 (Lausanne, Zwitserland, 17 juni 1954): |       |                         |
| Zwitserland                                    | 2 – 1 | Italië                  |
| Robert Ballaman 18' Josef Hügi 78'             | goals | 55' Giampiero Boniperti |

### 32ste ontmoeting
| WK 1954 (Bazel, Zwitserland, 23 juni 1954):                          |       |                  |
| Zwitserland                                                          | 4 – 1 | Italië           |
| Josef Hügi 14' Robert Ballaman 48' Josef Hügi 85' Jacques Fatton 90' | goals | 67' Fulvio Nesti |

### 40ste ontmoeting
| WK 1974 kwalificatie (Bern, Zwitserland, 21 oktober 1972): |              | |
| Zwitserland | 0 – 0        | Italië |
| | goals        | |
| Bruno Michaud | bondscoach   | Ferruccio Valcareggi |
| Mario Prosperi Peter Ramseier René Hasler Jakob Kuhn 63' Jean-Pierre Boffi Walter Mundschin Walter Balmer Karl Odermatt Kurt Müller Pierre-Albert Chapuisat Daniel Jeandupeux | opstellingen | Dino Zoff Luciano Spinosi Mauro Bellugi Aldo Agroppi Roberto Rosato Tarciscio Burgnich Sandro Mazzola Fabio Capello Giorgio Chinaglia Giovanni Rivera Luigi Riva |
| Otto Demarmels 63' | wissels      | |
| | gele kaarten | ??' Roberto Rosato |

### 42ste ontmoeting
| Vriendschappelijk (Udine, Italië, 17 november 1979):                        |       |             |
| Italië                                                                      | 2 – 0 | Zwitserland |
| Francesco Graziani 25' Marco Tardelli 40'                                   | goals |             |
| - Eerste officiële A-interland ooit gespeeld in het Stadio Friuli in Udine. |       |             |

### 44ste ontmoeting
| Vriendschappelijk (Rome, Italië, 27 oktober 1982):                                                  |       |                    |
| Italië                                                                                              | 0 – 1 | Zwitserland        |
| | goals | 53' Rudolf Elsener |
| - Debuut van Michel Decastel (Servette FC) en Manfred Braschler (FC Saint-Gallen) voor Zwitserland. |       |                    |

### 45ste ontmoeting
| Vriendschappelijk (Lausanne, Zwitserland, 3 november 1984): |              | |
| Zwitserland | 1 – 1        | Italië |
| Georges Bregy 43' | goals        | 7' Antonio Cabrini |
| Paul Wolfisberg | bondscoach   | Enzo Bearzot |
| Karl Engel Roger Wehrli Beat Rietmann Heinz Hermann Marco Schällibaum Michel Decastel Alain Geiger Raimondo Ponte 87' Georges Bregy Beat Sutter 62' Hans-Peter Zwicker 70' | opstellingen | Franco Tancredi Giuseppe Bergomi Gaetano Scirea Antonio Cabrini Salvatore Bagni Pietro Vierchowod Antonio Di Gennaro Alessandro Altobelli 62' Bruno Conti 77' Antonio Sabato Paolo Rossi |
| Christian Matthey 62' Manfred Braschler 70' Marcel Koller 87' | wissels      | 62' Giuseppe Dossena 77' Ubaldo Righetti |
| - Debuut van Antonio Di Gennaro (Hellas Verona) voor Italië. |              | |

### 46ste ontmoeting
| EK 1988 kwalificatie (Milaan, Italië, 15 november 1986):                     |       |                                        |
| Italië                                                                       | 3 – 2 | Zwitserland                            |
| Roberto Donadoni 1' Alessandro Altobelli 51' Alessandro Altobelli 85' (pen.) | goals | 37' Jean-Paul Brigger 89' Martin Weber |

### 47ste ontmoeting
| EK 1988 kwalificatie (Bern, Zwitserland, 17 oktober 1987): |              | |
| Zwitserland | 0 – 0        | Italië |
| | goals        | |
| Daniel Jeandupeux | bondscoach   | Azeglio Vicini |
| Martin Brunner Stefan Marini Marco Schällibaum Alain Geiger Martin Weber Marcel Koller Beat Sutter Heinz Hermann Jean-Paul Brigger Thomas Bickel 57' Christophe Bonvin 57' | opstellingen | Walter Zenga Ciro Ferrara Antonio Cabrini Franco Baresi Riccardo Ferri 80' Salvatore Bagni Roberto Donadoni Fernando De Napoli 82' Alessandro Altobelli Giuseppe Giannini Gianluca Vialli |
| Urs Bamert 57' Hans-Peter Zwicker 57' | wissels      | 80' Carlo Ancelotti 82' Roberto Mancini |
| Martin Weber 7' | gele kaarten | 19' Ciro Ferrara 65' Gianluca Vialli |

### 48ste ontmoeting
| Vriendschappelijk (Bazel, Zwitserland, 31 maart 1990):                                                                                |       |                       |
| Zwitserland | 0 – 1 | Italië                |
| | goals | 68' Luigi De Agostini |
| - Honderdste interland van Heinz Hermann (Neuchâtel Xamax) voor Zwitserland. - Debuut van Salvatore Schillaci (Juventus) voor Italië. |       |                       |

### 49ste ontmoeting
| WK 1994 kwalificatie (Cagliari, Italië, 14 oktober 1992): |              | |
| Italië | 2 – 2        | Zwitserland |
| Roberto Baggio 83' Stefano Eranio 90' | goals        | 17' Christophe Ohrel 20' Stéphane Chapuisat |
| Arrigo Sacchi | bondscoach   | Roy Hodgson |
| Luca Marchegiani Mauro Tassotti Alberto Di Chiara Stefano Eranio Alessandro Costacurta Marco Lanna Gianluigi Lentini Roberto Donadoni 71' Gianluca Vialli Roberto Baggio Alberigo Evani 41' | opstellingen | Marco Pascolo Marc Hottiger Alain Geiger André Egli Yvan Quentin 55' Christophe Ohrel Georges Brégy Ciriaco Sforza Alain Sutter 90' Adrian Knup Stéphane Chapuisat |
| Alessandro Bianchi 41' Demetrio Albertini 71' | wissels      | 55' Blaise Piffaretti 90' Beat Sutter |
| Marco Lanna 61' | gele kaarten | |
| - Debuut van Mauro Tassotti (AC Milan) en Marco Lanna (Sampdoria) voor Italië. |              | |

### 53ste ontmoeting
| EK 2000 kwalificatie (Udine, Italië, 10 oktober 1998): |              | |
| Italië | 2 – 0        | Zwitserland |
| Alessandro Del Piero 19' Alessandro Del Piero 61' | goals        | |
| Dino Zoff | bondscoach   | Gilbert Gress |
| Gianluigi Buffon Moreno Torricelli Paolo Maldini Fabio Cannavaro Christian Panucci Eusebio Di Francesco 61' Dino Baggio Demetrio Albertini Diego Fuser Alessandro Del Piero 70' Filippo Inzaghi | opstellingen | Andreas Hilfiker 65' Stefan Wolf Régis Rothenbühler Stéphane Henchoz Ramon Vega Johann Vogel Patrick Müller Ciri Sforza 86' Raphael Wicky David Sesa Stéphane Chapuisat |
| Jonathan Bachini 61' Francesco Totti 70' | wissels      | 65' Frédéric Chassot 86' Fabio Celestini |
| Fabio Cannavaro 87' | gele kaarten | |
| - Debuut van Jonathan Bachini (Udinese) en Francesco Totti (AS Roma) voor Italië. |              | |

### 54ste ontmoeting
| EK 2000 kwalificatie (Lausanne, Zwitserland, 9 juni 1999): |              | |
| Zwitserland | 0 – 0        | Italië |
| | goals        | |
| Gilbert Gress | bondscoach   | Dino Zoff |
| Stefan Huber Sebastien Jeanneret 76' Regis Rothenbühler Patrick Müller Marc Hodel Johann Vogel David Sesa Raphaël Wicky 69' Stéphane Chapuisat Ciriaco Sforza Alexandre Comisetti 55' | opstellingen | Gianluigi Buffon 69' Christian Panucci Paolo Maldini Demetrio Albertini Fabio Cannavaro Paolo Negro 60' Diego Fuser Antonio Conte Filippo Inzaghi 60' Christian Vieri Eusebio Di Francesco |
| Fabio Celestini 55' Bernt Haas 69' Franco Di Jorio 76' | wissels      | 60' Angelo Di Livio 60' Enrico Chiesa 69' Giuseppe Pancaro |
| | gele kaarten | 54' Paolo Negro |

### 57ste ontmoeting
| Vriendschappelijk (Bazel, Zwitserland, 12 augustus 2009): |              | |
| Zwitserland | 0 – 0        | Italië |
| | goals        | |
| Ottmar Hitzfeld | bondscoach   | Marcello Lippi |
| Diego Benaglio Philipp Degen 68' Philippe Senderos Stéphane Grichting Ludovic Magnin 86' Gökhan Inler Gelson Fernandes Marco Padalino 84' Tranquillo Barnetta 79' Alexander Frei 68' Blaise Nkufo 68' | opstellingen | Gianluigi Buffon 46' Gianluca Zambrotta Fabio Cannavaro Giorgio Chiellini Domenico Criscito 31' Mauro Camoranesi Angelo Palombo 61' Andrea Pirlo 73' Claudio Marchisio 61' Giuseppe Rossi 46' Alberto Gilardino |
| Pirmin Schwegler 68' Hakan Yakin 68' Marco Streller 68' Johan Vonlanthen 79' Eren Derdiyok 84' Reto Ziegler 86'                                                                                       | wissels      | 31' Simone Pepe 46' Vincenzo Iaquinta 46' Davide Santon 61' Fabio Quagliarella 61' Gaetano d'Agostino 73' Fabio Grosso                                                                                          |
| - Debuut van Pirmin Schwegler (Eintracht Frankfurt) voor Zwitserland. - Debuut van Domenico Criscito (Genua) en Claudio Marchisio (Juventus) voor Italië.                                             |              | |

### 58ste ontmoeting
| Vriendschappelijk (Lancy, Zwitserland, 5 juni 2010): |              | |
| Zwitserland | 1 – 1        | Italië |
| Gökhan Inler 10' | goals        | 14' Fabio Quagliarella |
| Ottmar Hitzfeld | bondscoach   | Marcello Lippi |
| Diego Benaglio 46' Stephan Lichtsteiner Philippe Senderos Stéphane Grichting Reto Ziegler 81' Gökhan Inler Benjamin Huggel Valon Behrami 58' Gelson Fernandes 88' Alexander Frei 75' Blaise Nkufo 68' | opstellingen | Federico Marchetti Christian Maggio Salvatore Bocchetti Giorgio Chiellini 82' Gianluca Zambrotta 85' Gennaro Gattuso 88' Angelo Palombo Riccardo Montolivo 46' Andrea Cossu 77' Giampaolo Pazzini 66' Fabio Quagliarella |
| Marco Wölfli 46' Tranquillo Barnetta 58' Eren Derdiyok 68' Hakan Yakin 75' Ludovic Magnin 81' Xherdan Shaqiri 88'                                                                                     | wissels      | 46' Simone Pepe 66' Antonio Di Natale 77' Alberto Gilardino 82' Domenico Criscito 85' Vincenzo Iaquinta 88' Daniele De Rossi                                                                                             |
| Ludovic Magnin 86' | gele kaarten | 60' Salvatore Bocchetti 78' Gennaro Gattuso 88' Giorgio Chiellini |
| - 62ste en laatste interland van Ludovic Magnin voor Zwitserland. |              | |

FIGC · A-internationals · Selecties · Bondscoaches · Italiaans vrouwenelftal · Olympisch elftal · Italië U21 · Italië U20 · Italië U19 · Italië U18 · Italië U17 · Italië U16 · Vrouwen U17
1910 – 1919 ·
1920 – 1929 ·
1930 – 1939 ·
1940 – 1949 ·
1950 – 1959 ·
1960 – 1969 ·
1970 – 1979 ·
1980 – 1989 ·
1990 – 1999 ·
2000 – 2009 ·
2010 – 2019 ·
2020 − 2029
EK's: 1968 · 
1980 · 
1988 · 
1996 · 
2000 · 
2004 · 
2008 · 
2012 · 
2016 ·
2020 ·
2024
WK's: 1934 · 
1938 · 
1950 · 
1954 · 
1962 · 
1966 · 
1970 · 
1974 · 
1978 · 
1982 · 
1986 · 
1990 · 
1994 · 
1998 · 
2002 · 
2006 · 
2010 · 
2014
OS: 1912 · 
1920 · 
1924 · 
1928 · 
1936 · 
1948 · 
1952 · 
1960 · 
1984 · 
1988 · 
1992 · 
1996 · 
2000 · 
2004 · 
2008
1911 · 
1912 · 
1913 · 
1914 · 
1915 · 
1916 · 1917 · 1918 · 1919 · 
1920 · 
1921 · 
1922 · 
1923 · 
1924 · 
1925 · 
1926 · 
1927 · 
1928 · 
1929 · 
1930 · 
1931 · 
1932 · 
1933 · 
1934 · 
1935 · 
1936 · 
1937 · 
1938 · 
1939 · 
1940 · 
1941 · 
1942 · 
1943 · 1944 · 
1945 · 
1946 · 
1947 · 
1948 · 
1949 · 
1950 · 
1952 · 
1952 · 
1953 · 
1954 · 
1955 · 
1956 · 
1957 · 
1958 · 
1959 · 
1960 · 
1961 · 
1962 · 
1963 · 
1964 · 
1965 · 
1966 · 
1967 · 
1968 · 
1969 · 
1970 · 
1971 · 
1972 · 
1973 · 
1974 · 
1975 · 
1976 · 
1977 · 
1978 · 
1979 · 
1980 · 
1981 · 
1982 · 
1983 · 
1984 · 
1985 · 
1986 · 
1987 · 
1988 · 
1989 · 
1990 ·
1991 · 
1992 · 
1993 · 
1994 · 
1995 · 
1996 · 
1997 · 
1998 · 
1999 · 
2000 · 
2001 · 
2002 · 
2003 · 
2004 · 
2005 · 
2006 · 
2007 · 
2008 · 
2009 · 
2010 · 
2011 · 
2012 · 
2013 · 
2014 · 
2015 · 
2016 · 
2017 ·
2018 ·
2019 ·
2020 ·
2021 ·
2022 ·
2023 ·
2024
Albanië ·
Algerije ·
Argentinië ·
Armenië ·
Australië ·
Azerbeidzjan ·
België ·
Bosnië en Herzegovina ·
Brazilië ·
Bulgarije ·
Canada ·
Chili ·
China ·
Costa Rica ·
Cyprus ·
DDR ·
Denemarken ·
Duitsland ·
Ecuador ·
Egypte ·
Engeland ·
Estland ·
Faeröer ·
Finland ·
Frankrijk ·
Georgië ·
Ghana ·
Griekenland ·
Haïti ·
Hongarije ·
Ierland ·
IJsland ·
Israël ·
Ivoorkust ·
Japan ·
Joegoslavië ·
Kameroen ·
Kroatië ·
Liechtenstein · 
Litouwen ·
Luxemburg ·
Malta ·
Marokko ·
Mexico ·
Moldavië ·
Montenegro ·
Nederland ·
Nieuw-Zeeland ·
Nigeria ·
Noord-Ierland ·
Noord-Korea ·
Noord-Macedonië ·
Noorwegen ·
Oekraïne ·
Oostenrijk ·
Paraguay ·
Peru ·
Polen ·
Portugal ·
Roemenië ·
Rusland ·
San Marino ·
Saoedi-Arabië ·
Schotland ·
Servië ·
Servië en Montenegro ·
Slovenië ·
Slowakije ·
Sovjet-Unie ·
Spanje ·
Tsjechië ·
Tsjecho-Slowakije ·
Tunesië ·
Turkije ·
Uruguay ·
Venezuela ·
Verenigde Staten ·
Wales ·
Wit-Rusland ·
Zuid-Afrika ·
Zuid-Korea ·
Zweden ·
Zwitserland
Argentinië (1982) · 
Australië (2006) · 
België (2016) · 
België (2021) · 
Brazilië (1970) · 
Brazilië (1982) · 
Brazilië (1994) · 
Costa Rica (2014) · 
Duitsland (2006) · 
Duitsland (2012) · 
Engeland (2012) ·
Engeland (2014) ·
Engeland (2021) ·
Frankrijk (2000) · 
Frankrijk (2006) · 
Frankrijk (2008) · 
Ghana (2006) · 
Hongarije (1938) · 
Ierland (2012) · 
Joegoslavië (1968) · 
Kameroen (1982) · 
Kroatië (2012) · 
Nederland (2008) · 
Nieuw-Zeeland (2010) · 
Oekraïne (2006) · 
Oostenrijk (2021) · 
Paraguay (2010) · 
Peru (1982) · 
Polen (1982, 1) · 
Polen (1982, 2) · 
Roemenië (2008) · 
Spanje (2008) ·
Spanje (2012, 1) ·
Spanje (2012, 2) ·
Spanje (2016) ·
Spanje (2021) ·
Tsjechië (2006) · 
Turkije (2021) · 
Uruguay (2014) · 
Verenigde Staten (2006) · 
Wales (2021) · 
West-Duitsland (1982) · 
Zweden (2016) · 
Zwitserland (2021)
SFV · A-internationals · Selecties · Bondscoaches · Zwitsers vrouwenelftal · Olympisch elftal · Zwitserland U21 · Zwitserland U19 · Zwitserland U18 · Zwitserland U17 · Zwitserland U16 · Vrouwen U17
1905 – 1919 · 
1920 – 1929 · 
1930 – 1939 · 
1940 – 1949 · 
1950 – 1959 · 
1960 – 1969 · 
1970 – 1979 · 
1980 – 1989 · 
1990 – 1999 · 
2000 – 2009 · 
2010 – 2019 · 
2020 – 2029
EK's: 1996 · 
2004 · 
2008 · 
2016 · 
2020 · 
2024
WK's: 1934 · 
1938 · 
1950 · 
1954 · 
1962 · 
1966 · 
1994 · 
2006 · 
2010 · 
2014 · 
2018 · 
2022
OS: 1924 · 
1928 · 
2012
1905 · 
1906 · 1907 · 
1908 · 
1909 · 
1910 · 
1911 · 
1912 · 
1913 · 
1914 · 
1915 · 
1916 · 
1917 · 
1918 · 
1919 · 
1920 · 
1921 · 
1922 · 
1923 · 
1924 · 
1925 · 
1926 · 
1927 · 
1928 · 
1929 · 
1930 · 
1931 · 
1932 · 
1933 · 
1934 · 
1935 · 
1936 · 
1937 · 
1938 · 
1939 · 
1940 · 
1941 · 
1942 · 
1943 · 
1944 · 
1945 · 
1946 · 
1947 · 
1948 · 
1949 · 
1950 · 
1952 ·
1952 · 
1953 · 
1954 · 
1955 · 
1956 · 
1957 · 
1958 · 
1959 · 
1960 · 
1961 · 
1962 · 
1963 · 
1964 · 
1965 · 
1966 · 
1967 · 
1968 · 
1969 · 
1970 · 
1971 · 
1972 · 
1973 · 
1974 · 
1975 · 
1976 · 
1977 ·
1978 · 
1979 · 
1980 · 
1981 · 
1982 · 
1983 · 
1984 · 
1985 · 
1986 · 
1987 · 
1988 · 
1989 · 
1990 ·
1991 · 
1992 · 
1993 · 
1994 ·
1995 · 
1996 · 
1997 · 
1998 · 
1999 · 
2000 · 
2001 · 
2002 · 
2003 · 
2004 · 
2005 · 
2006 · 
2007 · 
2008 · 
2009 · 
2010 · 
2011 · 
2012 · 
2013 ·
2014 ·
2015 ·
2016 ·
2017 ·
2018 ·
2019 ·
2020 ·
2021 ·
2022
Albanië ·
Algerije · 
Andorra · 
Argentinië ·
Australië ·
Azerbeidzjan ·
België ·
Bolivia ·
Bosnië en Herzegovina ·
Brazilië ·
Bulgarije ·
Canada ·
Chili ·
China ·
Colombia ·
Costa Rica ·
Cyprus ·
Denemarken ·
DDR ·
Duitsland ·
Ecuador ·
Egypte ·
Engeland · 
Estland ·
Faeröer ·
Finland ·
Frankrijk ·
Georgië ·
Ghana ·
Gibraltar ·
Griekenland ·
Honduras ·
Hongarije ·
Hongkong ·
Ierland ·
IJsland ·
Israël ·
Italië ·
Ivoorkust ·
Jamaica ·
Japan ·
Joegoslavië ·
Kameroen ·
Kenia ·
Kosovo ·
Kroatië ·
Letland ·
Liechtenstein ·
Litouwen ·
Luxemburg ·
Malta ·
Marokko ·
Mexico ·
Moldavië ·
Montenegro ·
Nederland ·
Nigeria ·
Noord-Ierland ·
Noorwegen ·
Oekraïne ·
Oman ·
Oostenrijk ·
Panama ·
Peru ·
Polen ·
Portugal ·
Qatar ·
Roemenië ·
Rusland ·
Saarland ·
San Marino ·
Schotland ·
Servië ·
Slovenië ·
Slowakije ·
Sovjet-Unie · 
Spanje ·
Togo ·
Tsjechië ·
Tsjecho-Slowakije ·
Tunesië ·
Turkije ·
Uruguay ·
Venezuela ·
VA Emiraten ·
Verenigde Staten ·
Wales ·
Wit-Rusland ·
Zimbabwe ·
Zuid-Korea ·
Zweden
Albanië (2016) ·
Argentinië (2014) ·
Brazilië (2018) ·
Chili (2010) ·
Costa Rica (2018) ·
Ecuador (2014) ·
Frankrijk (2006) ·
Frankrijk (2014) ·
Frankrijk (2016) ·
Frankrijk (2021) ·
Honduras (2010) · 
Honduras (2014) · 
Italië (2021) · 
Oekraïne (2006) ·
Portugal (2008)  · 
Portugal (2022) · 
Roemenië (2016) · 
Servië (2018) ·
Spanje (2010) ·
Spanje (2021) ·
Togo (2006) ·
Tsjechië (2008) ·
Turkije (2008) ·
Turkije (2021) ·
Wales (2021) ·
Zuid-Korea (2006) ·
Zweden (2018)